# HD 129116
HD 129116 (b Cen, b Centauri) è una stella binaria nella costellazione del Centauro di magnitudine +4,00 distante 325 anni luce dal sistema solare. Nel 2021 è stato scoperto un pianeta extrasolare circumbinario, in orbita attorno alla coppia di stelle in un periodo di circa 560 anni. Al 2021, la stella principale è la più massiccia attorno alla quale è noto orbitare un esopianeta.

## Osservazione
Posta alla declinazione di -37° S è una stella dell'emisfero australe della Terra, dunque la sua osservazione è privilegiata nell'emisfero sud, nonostante essa sia visibile nell'emisfero nord fino alla declinazione +52° N.

## Sistema stellare
La coppia di stelle fa parte dell'associazione stellare Scorpius-Centaurus, più precisamente del gruppo Centauro superiore Lupo, l'associazione OB costituita da giovani e calde stelle di classe O e B più vicina al sistema solare.
La componente principale è una giovane stella di classe spettrale B3V di 5-6 masse solari e con un'età stimata inferiore ai 20 milioni di anni. Con un raggio 3 volte quello del Sole ed una temperatura superficiale di oltre 18000 K irradia 640 volte più luce della nostra stella.
La componente secondaria, b Centauri B, è di una magnitudine più debole della primaria e il limite superiore della massa di questa componente è stato stimato in 4,4 M⊙. Orbita attorno al comune centro di massa relativamente vicina alla principale, a circa 1 UA. Considerando le incertezze di misura, la massa totale del sistema è stata stimata essere da 6 a 10 volte la massa solare.

## Sistema planetario

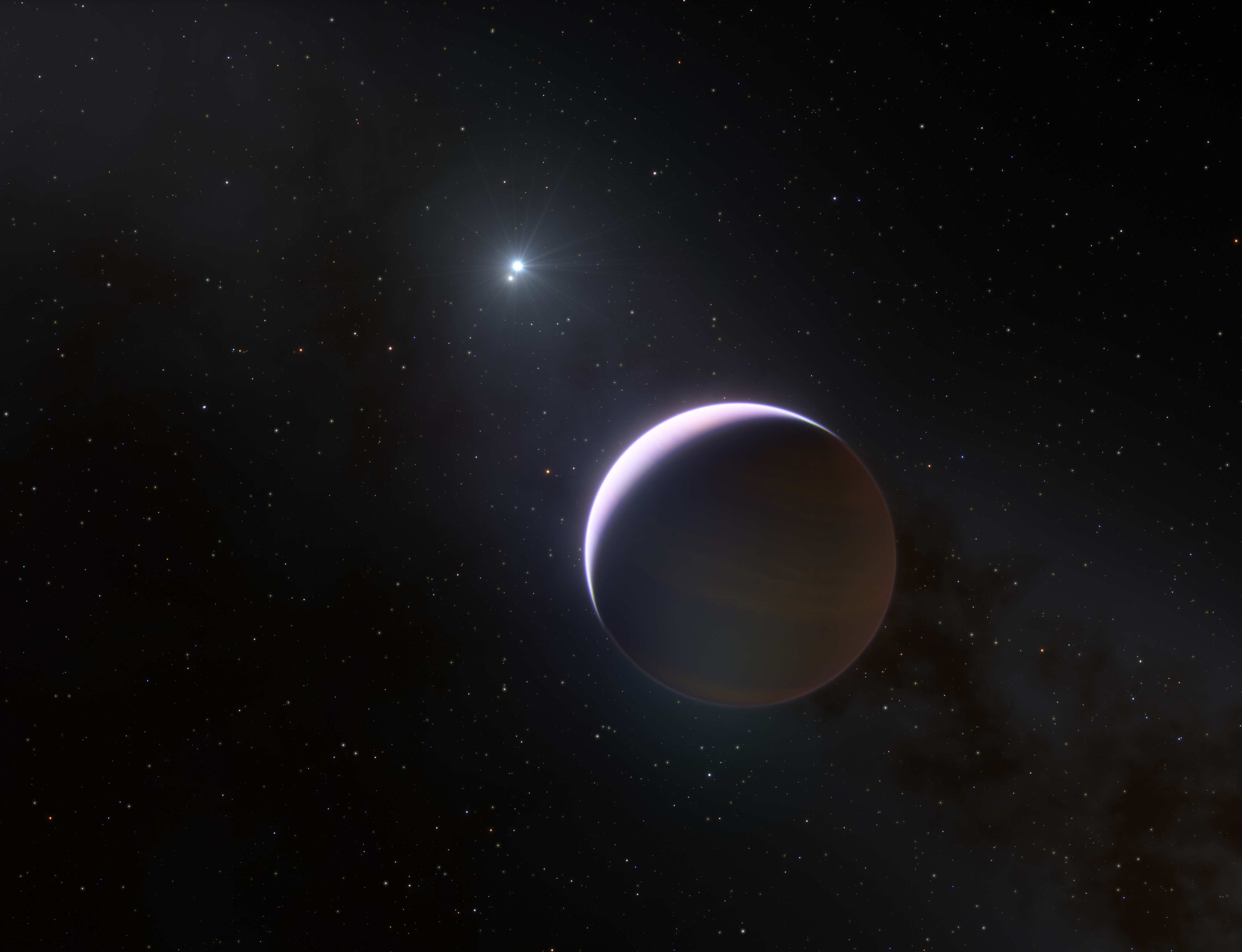
Immagine artistica del pianeta in orbita attorno alla coppia di stelle (ESO).

Nel 2021 tramite l'osservazione diretta con lo strumento SPHERE applicato al Very Large Telescope è stato scoperto un pianeta gigante orbitare attorno alla coppia di stelle. La sua massa è attorno alle 11 masse gioviane, poco sotto il limite che distingue un pianeta da una nana bruna. La scoperta di un pianeta, in questo caso circumbinario, attorno a stelle così calde è estremamente rara e non si era ancora verificata la scoperta di un pianeta attorno a stelle così massicce, poiché le radiazioni ad alta energia (ultravioletti e raggi X) che emanano queste stelle provocano una veloce fotoevaporazione dei pianeti in formazione.
Prima della scoperta di b Centauri (AB)b la stella più massiccia attorno alla quale è noto orbitare un pianeta era Muscida, che ha una massa tre volte quella del Sole, mentre la stella di sequenza principale più calda conosciuta per ospitare pianeti era KELT-9, con una temperatura che è però solo la metà di quella della componente principale di questo sistema. Probabilmente il pianeta è sopravvissuto poiché orbita a considerevole distanza dalle due stelle, a circa 560 UA, oltre 100 volte la distanza che separa Giove dal Sole.
Cercando negli archivi dell'ESO il gruppo di astronomi che ha scoperto il pianeta si è reso conto che esso era già stato ripreso oltre vent'anni prima dal telescopio da 3,6 metri situato all'osservatorio di La Silla.
| Pianeta | Tipo            | Massa       | Periodo orb.   | Sem. maggiore | Eccentricità | Scoperta |
| ------- | --------------- | ----------- | -------------- | ------------- | ------------ | -------- |
| (AB)b   | Gigante gassoso | 10,9±1,6 MJ | 4932±2260 anni | 556±17 au     | 0,4          | 2021     |